# 빌 롤링
월리스 에드워드 "빌" 롤링(영어: Wallace Edward "Bill" Rowling, 1927년 11월 15일~1995년 10월 31일)은 뉴질랜드의 정치인으로, 1974년 9월 6일부터 1975년 12월 12일까지 제30대 뉴질랜드의 총리를 지냈다.

## 생애
1927년 11월 15일 뉴질랜드 남섬 북부에 있는 모투에카에서 네 자녀 중 막내로 태어났다. 부모는 과수원을 가꾸는 사람들이었다.
1972년 총선에서 노먼 커크가 이끄는 노동당이 승리하자 재무장관으로 지명됐다. 재무장관으로 재직하는 동안 발생한 제1차 석유 파동 대응에 총력을 기울였으며, 그 결과 뉴질랜드는 타국에 비해 큰 피해를 입지 않았다. 1974년 노먼 커크가 재임 중 폐 색전증으로 인해 사망하자 후임 총리로 선출됐다.
1975년 총선이 실시되자 사망한 노먼 커크의 추모 열기에 힘입어 노동당의 승리가 예측됐다. 그러나 국민당을 이끌던 로버트 멀둔이 노동당을 크게 꺾고 3년 만에 정권 교체에 성공했다.
1995년 10월 31일 뉴질랜드 넬슨에서 뇌종양으로 사망하였다.

## 역대 선거 결과
| 선거명      | 직책명                   | 대수 | 정당            | 득표율 | 득표수  | 결과 | 당락                 |
| ----------- | ------------------------ | ---- | --------------- | ------ | ------- | ---- | -------------------- |
| 1962년 선거 | 하원의원 (뷸러 선거구)   | 33대 | 뉴질랜드 노동당 | 44.98% | 5,242표 | 1위  | 뷸러 하원의원 당선   |
| 1963년 선거 | 하원의원 (뷸러 선거구)   | 34대 | 뉴질랜드 노동당 | 52.28% | 7,338표 | 1위  | 뷸러 하원의원 당선   |
| 1966년 선거 | 하원의원 (뷸러 선거구)   | 35대 | 뉴질랜드 노동당 | 48.36% | 6,510표 | 1위  | 뷸러 하원의원 당선   |
| 1969년 선거 | 하원의원 (뷸러 선거구)   | 36대 | 뉴질랜드 노동당 | 53.36% | 8,319표 | 1위  | 뷸러 하원의원 당선   |
| 1972년 선거 | 하원의원 (태즈먼 선거구) | 37대 | 뉴질랜드 노동당 | 52.52% | 8,046표 | 1위  | 태즈먼 하원의원 당선 |
| 1975년 선거 | 하원의원 (태즈먼 선거구) | 38대 | 뉴질랜드 노동당 | 46.09% | 8,344표 | 1위  | 태즈먼 하원의원 당선 |
| 1978년 선거 | 하원의원 (태즈먼 선거구) | 39대 | 뉴질랜드 노동당 | 49.08% | 8,973표 | 1위  | 태즈먼 하원의원 당선 |
| 1981년 선거 | 하원의원 (태즈먼 선거구) | 40대 | 뉴질랜드 노동당 | 41.57% | 8,803표 | 1위  | 태즈먼 하원의원 당선 |